# Eomaia
Eomaia scansoria (Eomaia, "madre del amanecer", scansoria, "trepadora") es uno de los primeros mamíferos euterios conocidos. Fue encontrado en la provincia de Liaoning en China.
Este mamífero que tenía 14 centímetros y que pesaba 25 gramos, coexistió con el marsupial más antiguo, Sinodelphys. A pesar de ser un euteriano, aún tenía características primitivas como cinco incisivos superiores, cuatro incisivos inferiores, cuatro premolares y huesos epipúbicos. Eomaia vivió en el Cretácico Inferior, hace 125 millones de años; se cree que vivió en los árboles como una ardilla moderna.

## Galería

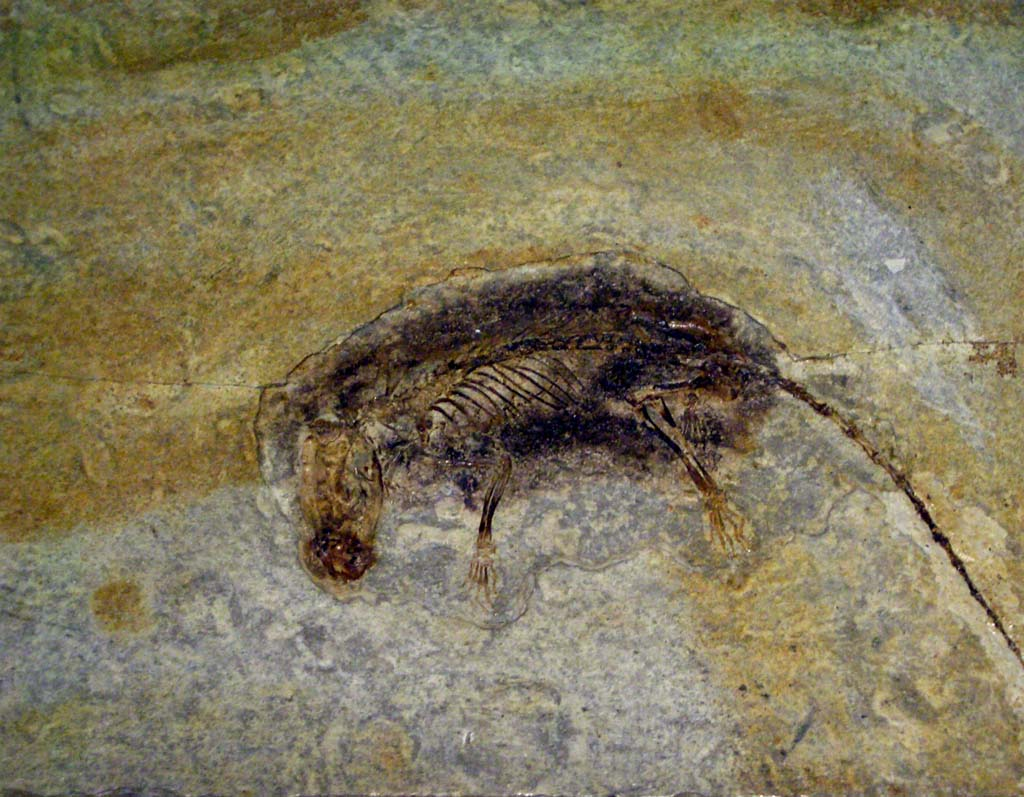
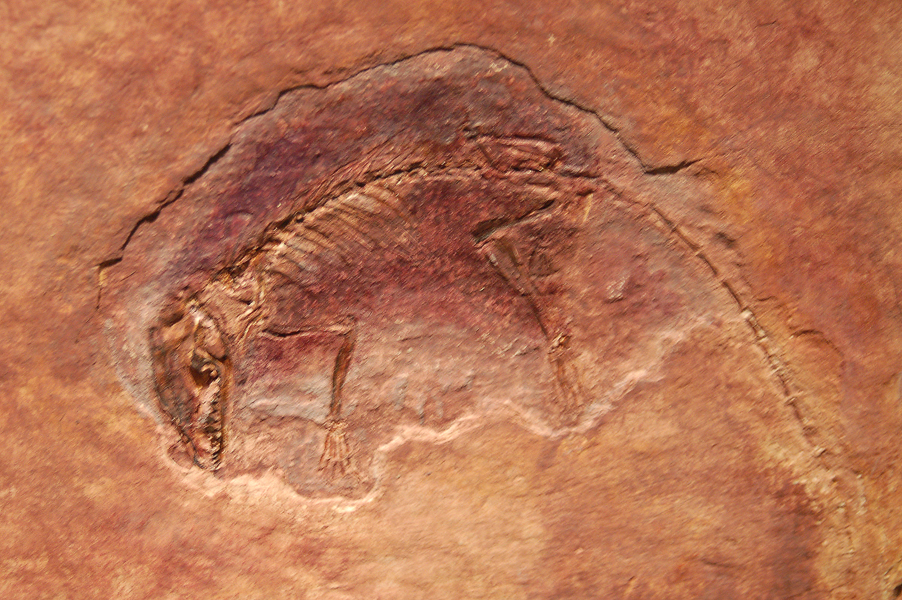
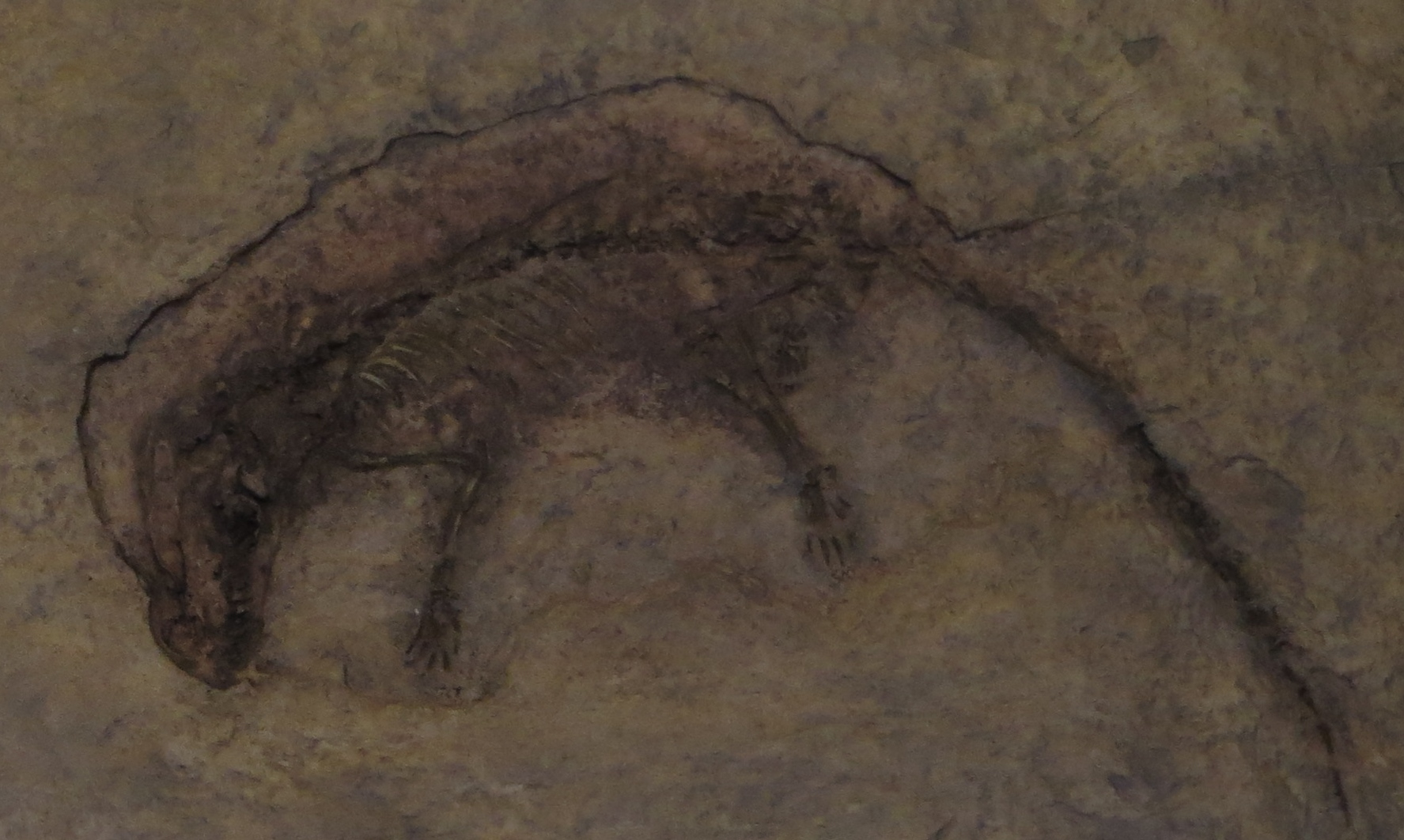
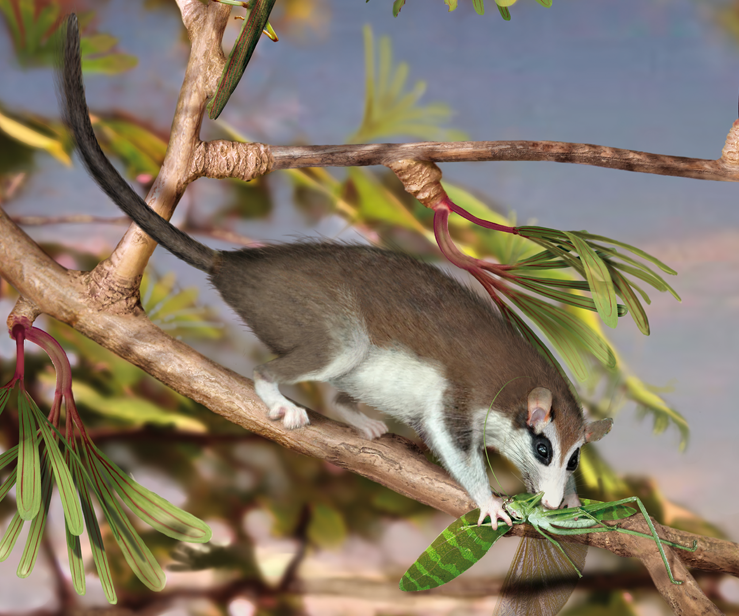

## Taxonomía
El análisis cladístico resulta así:
|  | Sinodelphys szalayi |
|  |                     |
|  | Otros metaterios    |
|  |                     |

|  | Juramaia sinensis |
|  | |
|  | Montanalestes keeblerorum                                                                                             |
|  | |
|  | \| \| Murtoilestes abramovi \| \| \| \| \| \| Eomaia scansoria \| \| \| \| \| \| Prokennalestes trofimovi \| \| \| \| |
|  | |
|  | Placentalia |
|  | |
|  | Murtoilestes abramovi                                                                                                 |
|  | |
|  | Eomaia scansoria |
|  | |
|  | Prokennalestes trofimovi                                                                                              |
|  | |

|  | Murtoilestes abramovi    |
|  |                          |
|  | Eomaia scansoria         |
|  |                          |
|  | Prokennalestes trofimovi |
|  |                          |

|  | Sinodelphys szalayi |
|  |                     |
|  | Otros metaterios    |
|  |                     |

|  | Juramaia sinensis |
|  | |
|  | Montanalestes keeblerorum                                                                                             |
|  | |
|  | \| \| Murtoilestes abramovi \| \| \| \| \| \| Eomaia scansoria \| \| \| \| \| \| Prokennalestes trofimovi \| \| \| \| |
|  | |
|  | Placentalia |
|  | |
|  | Murtoilestes abramovi                                                                                                 |
|  | |
|  | Eomaia scansoria |
|  | |
|  | Prokennalestes trofimovi                                                                                              |
|  | |

|  | Murtoilestes abramovi    |
|  |                          |
|  | Eomaia scansoria         |
|  |                          |
|  | Prokennalestes trofimovi |
|  |                          |